# Краснополье (Хакасия)
Краснополье (хак. Хызыл чазы) — село в Алтайском районе Хакасии, расположено в 25 км к югу от райцентра — села Белый Яр в степной зоне.
Расстояние до ближайшей ж.-д. станции 50 км, аэропорта в г. Абакане — 70 км. Население — 649 человек (01.01.2004), в том числе русские, украинцы, белорусы, хакасы, немцы, мордва и др.
Село было образовано в 1925. В селе находятся средняя общеобразовательная школа, библиотека, памятник погибшим в годы Великой Отечественной войне односельчанам (94 человек).

## Население
| 2002 | 2010 | 2013 |
| ---- | ---- | ---- |
| 622  | ↗658 | →658 |

## Краснопольский совхоз
Центральная усадьба находится в с. Краснополье. В 1930 в с. Краснополье организованы колхозы: «Красный плуг» и «Нацмен пролетариата». В 1950 эти колхозы объединились в колхоз «Им. Ворошилова» (площадь пашни — 3315 га). В 1963 на базе колхоза «Им. Ворошилова» создано специализированное хозяйство — «Краснопольский» совхоз, в который вошли Алтайский и Бейский откормочные пункты, направление — откорм и доращивание крупнорогатого скота, свиней, овец. Земельная пл. составила 9812 га, в том числе пашня — 3845 га. За период 1986—1990 ср. урожайность зерновых выросла до 18,7 а (22 ц/га — 1988), кукурузы з/м — 195,6 ц/га 81,2 ц/га — 1990). Среднее поголовье крупного рогатого скота составило 3128, в том числе коров мясного направления — i овец на откорме — 10550, лошадей — 213. Среднесуточный привес — 666 г в 1989, выход ягнят на 100 овцематок — до 125 гол., приплод телят на 100 коров — 100 гол. Настриг шерсти составлял 5,6 кг с овцы. Численность работающих — 318 чел. В 1992 совхоз реорганизован в АОЗТ «Краснопольское», с 1999 — прекратило своё существование. Руководители: В. П. Терехов (1953—1957), И. Н. Байков (1962—1967), В. Н. Николин (1967—1974), Грудев (1974—1977), В. В. Чернышов (1977-81), А. А. Подкопаев (1982—1994).